# Stazione di Carabollace
La stazione di Carabollace è stata una fermata ferroviaria posta lungo la ex linea ferroviaria a scartamento ridotto Castelvetrano-Porto Empedocle chiusa nel 1986, era a servizio del comune di Sciacca. La fermata prendeva il nome dall'omonimo torrente.

## Storia
La fermata venne attivata nel 1962 cessò il suo esercizio nel 1986 insieme alla tratta Ribera-Sciacca.

## Strutture e impianti
Era composta da un fabbricato viaggiatori e dal binario di circolazione.